# Helvetets förgård
Helvetets förgård (originaltitel: The Molly Maguires) är en amerikansk film från 1970 i regi av Martin Ritt med Sean Connery, Richard Harris och Samantha Eggar i huvudrollerna. Filmen var Oscarsnominerad i kategorin bästa scenografi vid Oscarsgalan 1971.

## Handling
Filmen utspelar sig i Pennsylvania 1876. En hemlig grupp bland gruvarbetarna i Pennsylvania, bestående av irländska immigranter, the Molly Maguires, kämpar mot de grymma gruvbolagen med sabotage och mord. En detektiv med irländskt ursprung (Richard Harris) hyrs in för att infiltrera dem men han känner kluven lojalitet inför sitt uppdrag. Connery spelar Jack Kehoe, Molly Maguires ledare.

## Rollista
| Sean Connery     | – Jack Kehoe              |
| Richard Harris   | – Detektiv James McParlan |
| Samantha Eggar   | – Miss Mary Raines        |
| Frank Finlay     | – Davies                  |
| Anthony Zerbe    | – Dougherty               |
| Bethel Leslie    | – Mrs. Kehoe              |
| Art Lund         | – Frazier                 |
| Philip Bourneuf  | – Fader O'Connor          |
| Anthony Costello | – Frank McAndrew          |
| Brendan Dillon   | – Mr. Raines              |
| Frances Heflin   | – Mrs. Frazier            |
| John Alderson    | – Jenkins                 |